# ペーパーローリング
ペーパーローリングとは、縁日などでよく見かける子供向け玩具である。ペーパーヨーヨー、カメレオン棒、シュート棒（シューット棒）など、様々な呼び名がある。
鍔付きの棒に何層にも紙が巻かれており、手首のスナップを利かせて振ると、紙がびょーんと伸び縮みする。一瞬で伸びる様子をカメレオンの舌にたとえ、卸売業者などの間では「カメレオン」とも呼ばれる。その特徴ゆえ、振り回してしまう子供が多いが、構造上少々脆めなので、折れて壊れてしまいやすい。「伸びるソード」などと称してチャンバラを行ったりする。
安価な製品であり、主にくじ引きなどの定番のハズレ景品として扱われる。また、単純な構造故、子供向けの工作の題材ともなる。